# Kessingland
Kessingland är en by och en civil parish i distriktet East Suffolk i grevskapet Suffolk i England. Orten har 4 211 invånare (2001). Den har en kyrka.